# Сан Савино (Перуђа)
Сан Савино је насеље у Италији у округу Перуђа, региону Умбрија.
Према процени из 2011. у насељу је живело 716 становника. Насеље се налази на надморској висини од 310 м.